# 茂根大楼
茂根大楼始建于1937年，坐落于当时的天津英租界科伦坡道（Colombo Road）（今和平区常德道121号），该建筑目前为重点保护等级历史风貌建筑和天津市文物保护单位。现为锦江之星宾馆。

## 历史
1935年，徐世昌的女婿许大纯投资14万现大洋在科伦坡道（今常德道）建房并聘请中国工程司建筑师阎子亨、陈炎仲设计建设计。该建筑建成于1937年，因许大纯的堂号“茂根堂”得名。大楼建成后，茂根大楼中租住的大多是在银行和企业任职的管理人员。

## 建筑特点
茂根大楼为混合结构四层建筑带半地下室，中部为四层，两翼为三层。与民园大楼类似的是该建筑的整体平面按照在当时来说比较新式的生活方式布局来设计，每层以楼梯间为中心设有四组不同面积的单元房【每层两套房子，四层的两套小一些】，每间单元房又以起居室为整个单元房的中心来布置卧室、厨房、餐室、儿童房、佣人房和卫生间，该建筑在卧室中还设置有独立卫生间。当时的这种房间布局形式和现在的建筑居住房间基本保持一致，但和传统的中国以及西方的住宅设计形式有较大的差异。茂根大楼外立面运用大面积的深色琉缸砖墙面和浅色的阳台体块做对比，并设有矩形窗、角窗和圆窗，是一具有典型现代建筑特征的建筑。

## 内部链接
- 民园大楼